# 大友克洋
大友克洋（日语：／ Otomo Katsuhiro，1954年4月14日—），為日本漫畫家及動畫導演，出生於日本宮城縣登米市，1973年以《漫畫ACTION》出道。代表作品有《童夢》和《阿基拉》。以當時日本漫畫中所沒有的創新風格，例如不依賴筆觸的均勻線條的詳細繪製，以及複雜視角的畫面構圖，對1980年代之後的日本漫畫界產生了巨大的影響。
1988年，他根據自身擔任導演及原作的《阿基拉》在日本境外獲得高度評價，成為日本境外動畫運動“Japanimation”的先驅者。近年來，他主要以電影導演的身份活躍。大友克洋亦是紫綬褒章、法蘭西藝術與文學勳章的雙料得主。

## 風格
《阿基拉》之後，大友克洋在國際上的評價越來越高。
创新之处在于《阿基拉》形成了自己的风格，不同于欧美超级英雄的西方风格，西方依靠超级英雄拯救世界，能力越大责任越大的个人英雄主义观念，而阿基拉则是面对强大的力量面前，个人和集体对强大力量的反抗。
《回忆三部曲》中，第一單元《她的回忆》现实和虚拟的探讨，逃避和接受的选择。第二單元《最臭兵器》的黑色喜剧幽默，讽刺政府做为，冷峻的探讨生化武器（屁）的危害和不可控。第三單元《大砲之城》透過普通一家人的生活展現出乌托邦的核心，不存在的敌人，不知为何而发射的砲彈，为砲彈而工作，以发射砲彈的阶级理想，一切在外人看来有类似卡夫卡式的怪诞，成為经典的反乌托邦之作。
《蒸汽男孩》則是在强大的科技面前表现出人性，探讨人類对科技的使用和对人類的影响。

## 漫畫作品列表

### 長篇故事
- 1973 : 銃声A Gun Report
- 1979 : Fireball
- 1980-1982 : 童夢 (Domu / A Child's Dream)
- 1981 : Sayonara Nippon (さよならにっぽん)
- 1982 : Kibun wa mou sensou (気分はもう戦争)
- 1982 : Jiyu o Warera ni (自由を我等に)
- 1982-1990 : 阿基拉 (アキラ / Akira)
- 1990-1996 : Legend of Mother Sarah（沙流羅，擔任原作，漫畫：永安巧）
- 2002 : Hipira

### 短篇故事集
- 1979 : Short Peace (ショート・ピース)
- 1979 : Highway Star (ハイウェイ・スター)
- 1981 : Good Weather (グッド・ウエザー)
- 1981 : Hansel and Gretel
- 1982 : Boogie Woogie Waltz
- 1990 : Memories（彼女の思い出...）
- 1996 : SOS Dai Tokyo Tankentai（SOS大東京探検隊）
- 2007 : PARK

## 影像作品

### 執導作品
- （真人電影、1982年）自主制作作品。16釐米底片攝製，片長60分鐘。
- 迷宫物语（三段式合輯動畫電影、1988年）：「工程中止命令」單元的導演、編剧、人物設定與部分原畫
- 阿基拉（動畫電影、1988年）
- 国际恐怖公寓（ワールド・アパートメント・ホラー）（真人電影、1991年）
- MEMORIES（作品集·動畫電影、1995年）
- GUNDAM Mission to the Rise（短篇CG動畫、1998年）
- 蒸汽男孩（動畫電影、2004年）
- 虫师（真人電影、2007年）
- 短暂和平：火要鎮（四段式短篇合輯動畫電影，2013年）
- 轨道纪元（動畫電影、2020年）

### 剧本、人物设定等
- （动画电影、1983年）人物设定、部分原畫
- 老人Z（动画电影、1991年）原作、脚本、人物设定
- 轰天高校生（动画电影、1998年）総監修
- 大都会（动画电影、2001年）剧本
- FREEDOM-PROJECT（电视广告以及动画电影、2006年）一部分人物设定、机械设定
- Hipira坤（短TV動畫，2009年）的負責人，“對話”
- 千年龍之傳奇（動畫電影，2011年）大蛇概念設計
- 麒麟MC達能水 ' 富維克天然母雞喝“（電視CM，2011年）人物設計
- ☆空間丹迪（TV動畫，2014年）外國人舞蹈設計

## 廣告
- Canon T70「未來都市篇」、「HIGHWAY STAR篇」（1984年，設定、分鏡、原畫）
- 日清食品CUP NOODLE「FREEDOM」（2006年，基本人物‧機械設定）

## 荣誉

### 日本勋章奖章
- 紫绶褒章（2013年11月3日）

### 外国勋章奖章
- 艺术与文学骑士勋章（法国文化部，2005年）
- 艺术与文学军官勋章（法国文化部，2014年12月12日于东京颁发[1]）

## 相關人物
- 石之森章太郎
- 江口壽史
- 尚·吉羅
- Nine Old Men（英语：Disney's Nine Old Men）
- 浦澤直樹

### 助手
- 高寺彰彦（日语：高寺彰彦）
- 今敏
- 末武康光

## 外部連結
- Otomo Katsuhiro在互联网电影资料库（IMDb）上的資料（英文）
- 大友全集 （页面存档备份，存于）（@otomo_zenshu）- Twitter
- 大友克洋 - KINENOTE
- Otomo Katsuhiro's JMDb Listing (in Japanese)（页面存档备份，存于）
- Otomo Katsuhiro's AnimeNewsNetwork Encyclopedia Listing （页面存档备份，存于）
- AKIRA 2019: Katsuhiro Otomo Biography （页面存档备份，存于）
- 日清CUPNOODLE FREEDOM（页面存档备份，存于）